# Unidad Militar de Ayuda a la Producción
Las Unidades Militares de Ayuda a la Producción (UMAP) fueron campos de trabajos forzados que existieron en Cuba entre 1965 y 1968. Aunque no existen cifras verificables, puede afirmarse que allí estuvieron más de 30.000 hombres, básicamente jóvenes en edad de prestar servicio militar que por diversos motivos se negaban a hacer el servicio militar obligatorio (como por ejemplo miembros de algunas religiones), eran rechazados en las Fuerzas Armadas Revolucionarias de Cuba o por su homosexualidad «burguesa» tenían que ser «reeducados» por el gobierno revolucionario.

## Antecedentes
Desde 1960, el trabajo en Cuba comenzó a estar más bajo la supervisión estatal. En 1960, el Che Guevara construyó el campamento de Guanahacabibes. En 1963, Cuba ordenó el reclutamiento de todos los varones de entre 18 y 45 años. Este reclutamiento dividió a los reclutas entre quienes realizaban trabajos físicos y quienes pertenecían a las fuerzas armadas oficiales. Con el tiempo, a partir de este reclutamiento se desarrollarían las Unidades Militares de Apoyo a la Producción, un lugar para los "antisociales" sujetos al servicio militar obligatorio.

## Historia

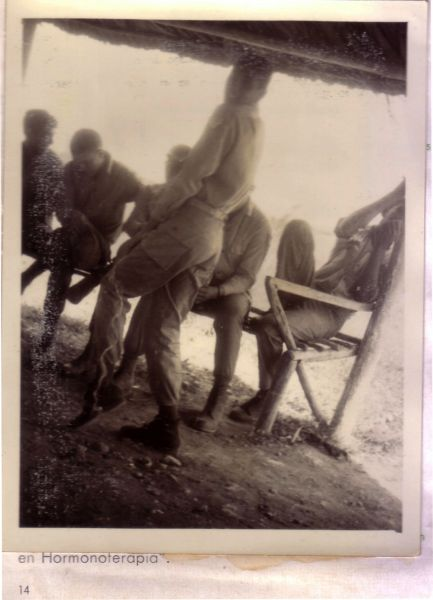
Terapia de reorientación sexual en Cuba en 1967.

Las Unidades Militares de Ayuda a la Producción, nombre dado por Fidel Castro, fueron creadas en noviembre de 1965, quedando bajo la dirección del comandante Ernesto Casillas, jefe militar de la provincia de Camagüey y miembro del Comité Central del PCC, y del comandante Reinaldo Mora. Otros militares al frente de su organización fueron el comandante José Ramón Silva, también miembro del CC del PCC y Jefe de Instrucción, y el primer capitán José Q. Sandino, jefe de Estado Mayor.
La creación de los campamentos de las UMAP fue inicialmente propuesta por Fidel Castro e implementada por su hermano Raúl Castro tras una visita de Estado a la Unión Soviética y la República Popular de Bulgaria , donde se enteró de que los soviéticos dirigían campamentos para "antisociales". Según un artículo del 14 de abril de 1966 en Granma , el periódico oficial del estado, los campamentos de las UMAP se propusieron en una reunión en noviembre de 1965 entre Fidel Castro y líderes militares. Ambos estaban preocupados por cómo manejar a los "elementos desubicados". 
"Quedaba por ver el caso de una serie de elementos desubicados, vagos, que ni trabajaban, ni estudiaban. ¿Qué hacer con ellos? La cuestión era tema de preocupación para los dirigentes de la Revolución. Un día del mes de noviembre del pasado año (1965) un grupo de oficiales se encontraron reunidos en el Estado Mayor General y discutían estas cuestiones. Hablaban con Fidel, el cual compartía esas mismas preocupaciones y le propusieron la creación de la UMAP." 
La UMAP fue utilizada como una herramienta para permitir a Cuba imitar los cambios revolucionarios producidos en la Unión Soviética, en la que muchos en el gobierno querían convertir a sus ciudadanos en una fuerza laboral "obediente". Raúl Castro, entonces ministro de las Fuerzas Armadas Revolucionarias de Cuba, declaró en abril de 1966:

«En el primer grupo de compañeros que han ido a formar parte de las UMAP se incluyeron algunos jóvenes que no habían tenido la mejor conducta ante la vida, jóvenes que por la mala formación e influencia del medio habían tomado una senda equivocada ante la sociedad y han sido incorporados con el fin de ayudarlos para que puedan encontrar un camino acertado que les permita incorporarse a la sociedad plenamente»

Muchos de los reclusos eran hombres homosexuales, testigos de Jehová, adventistas del séptimo día, sacerdotes católicos y ministros protestantes, intelectuales, agricultores que resistieron la colectivización, así como cualquier otra persona considerada «antisocial» o «contrarrevolucionaria». Haciéndose eco del eslogan en las puertas de Auschwitz, en los campos se encontraban las siguientes palabras: «El trabajo os hará hombres».

## Operaciones
Ciudadanos en internamiento
Las principales recogidas de internos de la UMAP ocurrieron en junio y noviembre de 1965. Otra gran recogida ocurrió después de que un ingeniero de aviación de Cubana de Aviación intentó secuestrar un avión en marzo de 1966, lo que resultó en el despido de muchos empleados de la aerolínea y su sentencia a campos de concentración de la UMAP, incluso si no tenían conexión con el intento.
Una de las formas más comunes de llevar a individuos a los campamentos de la UMAP era mediante una notificación falsa para presentarse al servicio militar, que se había vuelto obligatorio desde el establecimiento del reclutamiento el 12 de noviembre de 1963 por la Ley N.° 1129. [  individuos recibían un telegrama con una notificación para presentarse en un lugar determinado para el SMO ("Servicio Militar Obligatorio"). En lugar de ser llevados a un campamento militar real para recibir entrenamiento para el ejército, eran transportados en tren, camión o autobús a los campamentos de trabajo agrícola de la UMAP que estaban ubicados en Camagüey, una antigua provincia en el extremo oriental de la isla. Las condiciones en el viaje de hasta ocho horas a través de la isla eran malas, y los internados contaban con poca agua potable, comida o instalaciones. 
Muchos entrevistados en el documental Conducta impropia relatan que la policía recogía a personas directamente de la calle y las subía a autobuses para ser trasladadas a campamentos de la UMAP. Este método de selección parece haber sido más común entre hombres homosexuales afeminados y "antisociales" como los "hippies."

## Víctimas

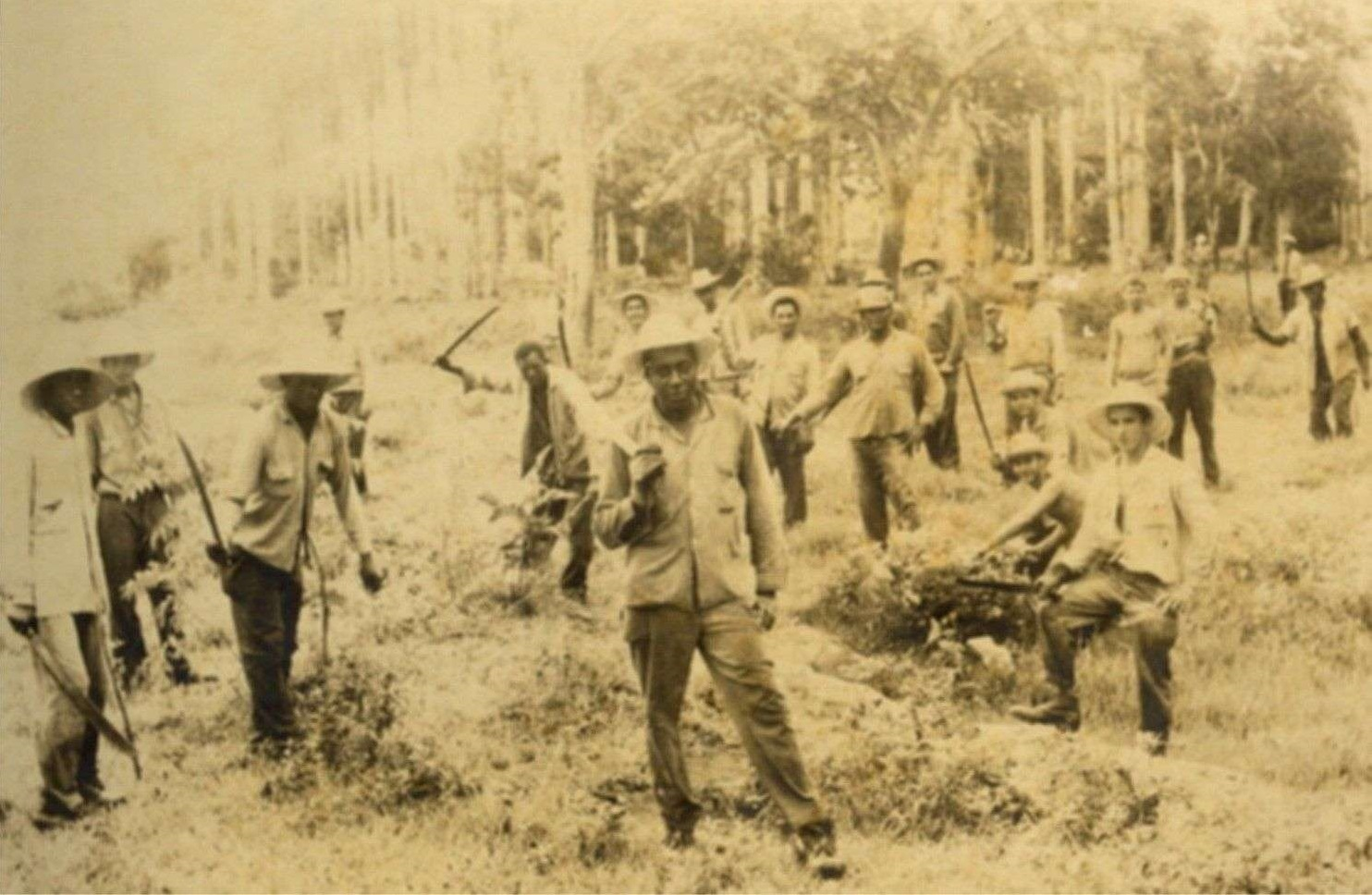
Prisioneros de la Unidad Militar de Ayuda a la Producción.

El escritor y excolaborador de la Dirección de Inteligencia Norberto Fuentes estimó que de aproximadamente 35.000 internos, 507 terminaron en salas psiquiátricas, 72 murieron por torturas y 180 se suicidaron. Un informe de derechos humanos de 1967 de la Organización de los Estados Americanos constató que más de 30.000 internos fueron «obligados a trabajar gratis en granjas estatales de 10 a 12 horas diarias, de sol a sol, siete días a la semana, mala alimentación con arroz y comida en mal estado, agua insalubre, platos sucios, cuarteles congestionados, sin electricidad, letrinas, sin duchas, los reclusos reciben el mismo trato que los presos políticos». El informe concluye que los dos objetivos de los campamentos UMAP eran «facilitar el trabajo gratuito para el estado» y «castigar a los jóvenes que se niegan a unirse a las organizaciones comunistas». El gobierno cubano sostuvo que las UMAP no eran campos de trabajo, sino parte del servicio militar.
Destaca el caso de Ramón Lamadrid, joven católico que después de haberse fugado de uno de los campamentos fue asesinado tiros al salir de la casa de sus padres en Marianao, lo llevaron al Hospital Naval, donde dos semanas después falleció.  El certificado de defunción no indicaba la causa de la muerte y fue enterrado en la Necrópolis de Cristóbal Colón.

## Cierre de las UMAP

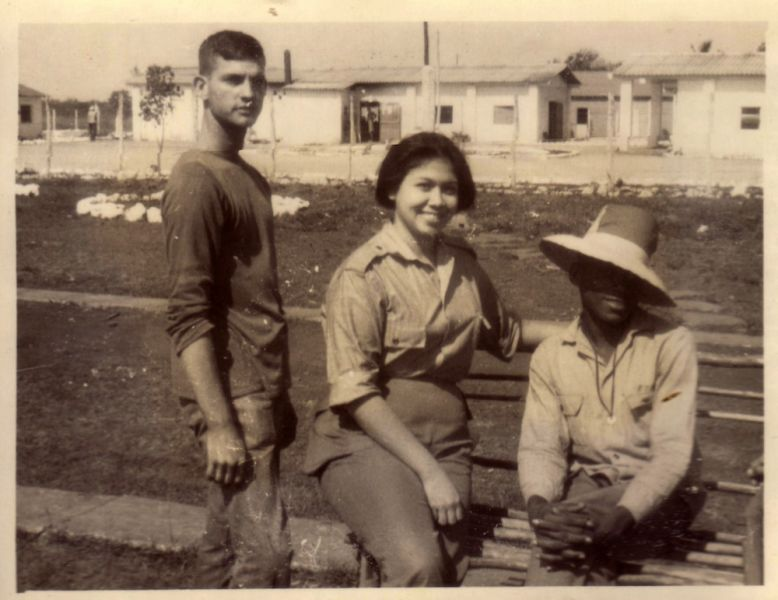
Liliana Morenza junto a dos homosexuales de la Unidad Militar de Ayuda a la Producción de Cuba.

En 1968 las UMAP fueron disueltas paulatinamente, a raíz del nombramiento del capitán Quintín Pino Machado como su jefe por Fidel Castro y Raúl Castro, con la encomienda de revelar el verdadero estado de cosas en dichas unidades.

## Legado
Los efectos directos de los campamentos de las UMAP aún se sienten en las comunidades homosexuales y juveniles de Cuba. Autores contemporáneos como Lillian Guerra creen que la razón de su creación residió en la necesidad del gobierno comunista de intervenir directamente en la vida privada de sus ciudadanos y luego utilizar el género y la sexualidad para eliminar el "diversionismo ideológico".

## Documentales
El documental Conducta impropia, de Néstor Almendros y Orlando Jiménez Leal, testimonia el acoso sufrido por los que fueron confinados en esos campos, especialmente para los hombres homosexuales que sufrieron un particular trato cruel por su orientación sexual.

## Internos notables
- Cardenal Jaime Ortega, arzobispo de La Habana de 1981 a 2016.[8]
- Carlos L. Alas, hijo de Carlos Alas del Casino, cantante y escritor.[18]
- Pablo Milanés, cantante.[18]
- Félix Luis Viera, escritor que actualmente reside en México.[19]
- Héctor Santiago, dramaturgo.[20]
- Nelson Rodríguez Leyva, escritor.[21]